# Collectivité européenne d'Alsace
Collectivité européenne d'Alsace je francouzský místní úřad (tzv. collectivité territoriale), který vznikl na území zrušeného regionu Alsasko 1. ledna 2021.

## Historie
Úvahy o vytvoření Collectivité européenne d'Alsace sahají do roku 2012, v roce 2013 proběhlo referendum. Vytvoření nového collectivité territoriale předcházela jednání departementů na území, které bývalo Alsaskem. Výsledkem jednání bylo uchování určitých pravomocí na úrovni někdejšího Alsaska a vyústilo ve spojení dvou departementů Bas-Rhin a Haut-Rhin do collectivité européenne od roku 2021. Vytvoření bylo přijato zákonem republiky č. 2019-816 ze dne 2. srpna 2019. Na území Alsaska platí místní právo (tzv. droit-local v Alsasku-Moselsku)

## Populace
Alsaská města s více než 20 000 obyvateli:
- Štrasburk (284 677 obyvatel) ;
- Mylhúzy (108 942 obyvatel);
- Colmar (68 703 obyvatel);
- Haguenau (34 789 obyvatel);
- Schiltigheim (33 069 obyvatel);
- Illkirch-Graffenstaden (26 830 obyvatel);
- Saint-Louis (21 646 obyvatel).

Nejmenší obcí je Blancherupt s 36 obyvateli.

## Fungování a pravomoci
Bas-Rhin a Haut-Rhin nadále existují jako státní správní obvody (departementy). Collectivité européenne má pravomoci departementu a navíc také specifické pravomoci, zejména pokud jde o přeshraniční spolupráci, dvojjazyčnost, dopravu a profesní organizace. Geograficky odpovídá bývalému regionu Alsasko, a je nadále součástí regionu Grand Est.

## Galerie

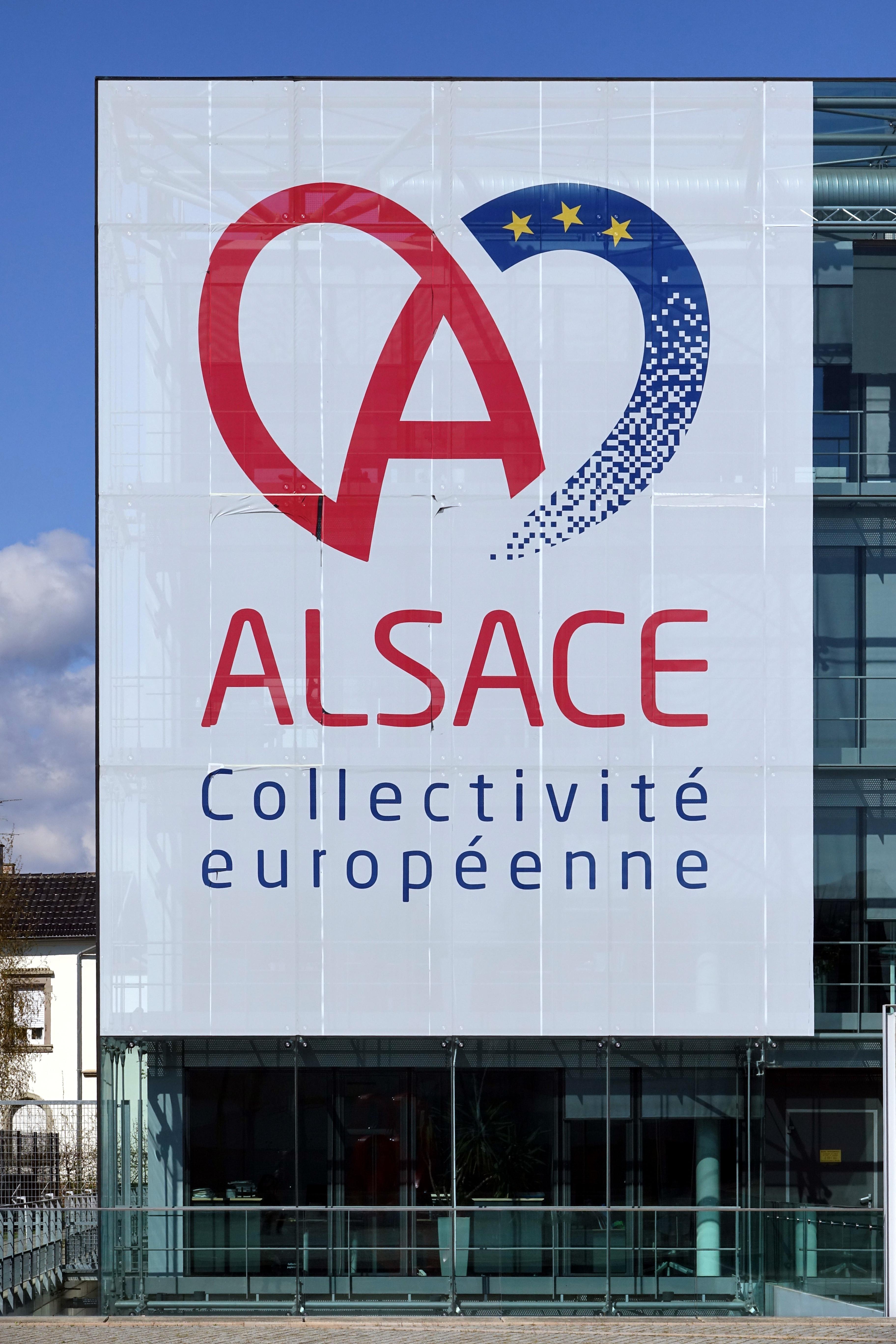
Logo Collectivité européenne d'Alsace v Colmaru (Haut-Rhin, Francie)
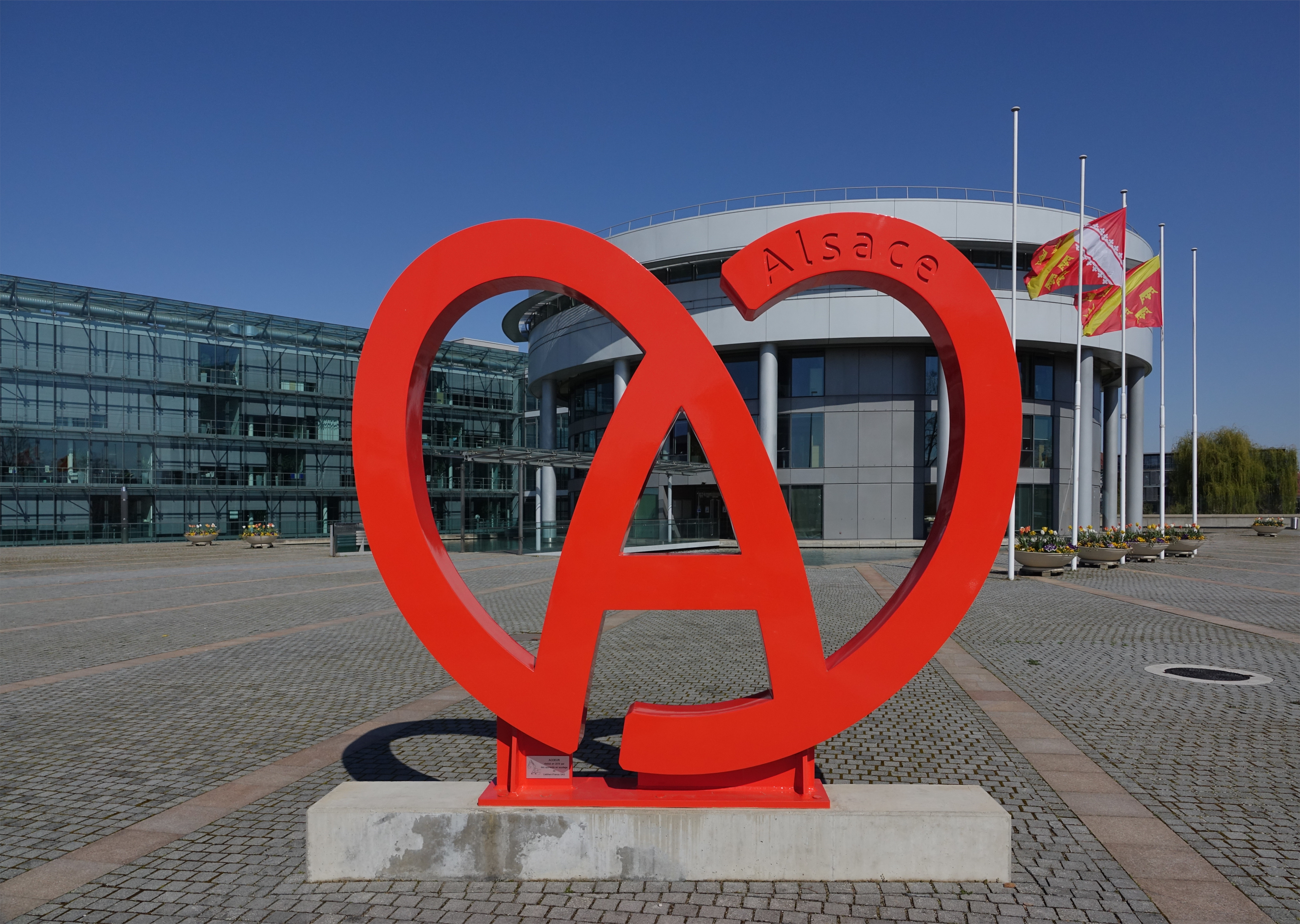
Logo Collectivité européenne d'Alsace v Colmaru (Haut-Rhin, Francie)
Schéma fungování Conseil Unique d'Alsace
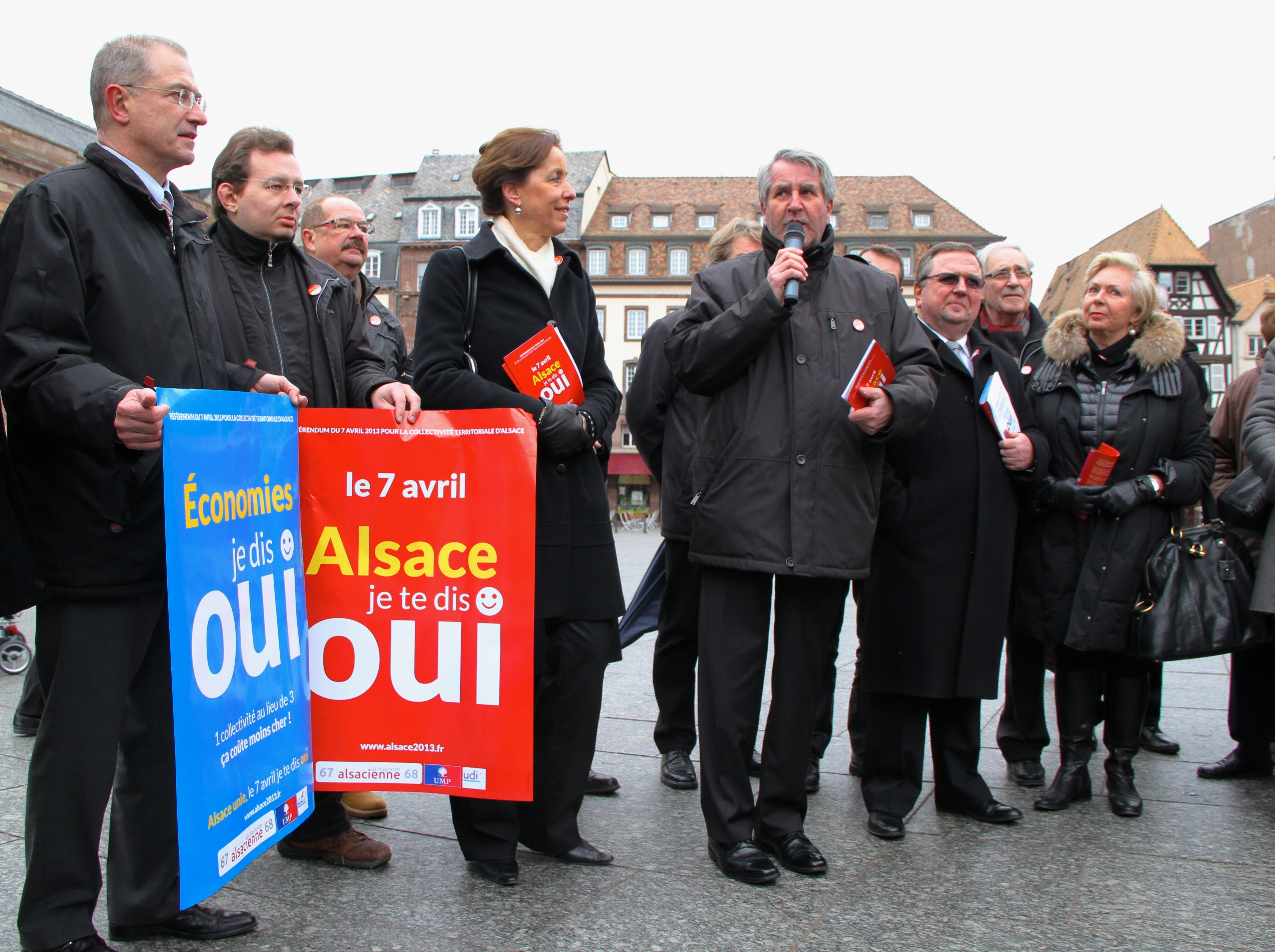
Kampaň před referendem ve Štrasburku v roce 2013